# Tony Holiday
Tony Holiday (* 24. Februar 1951 in Hamburg als Rolf Peter Knigge; † 14. Februar 1990 in Lausanne) war ein deutscher Schlagersänger und Texter.

## Leben
Knigge war zunächst als Textilkaufmann und Modedesigner tätig. 1974 bekam er einen Plattenvertrag bei Hans Bertram, der ihm seinen Künstlernamen verschaffte. Die ersten Singles waren wenig erfolgreich. Der Durchbruch kam 1977 mit der deutschen Aufnahme des Raffaella-Carrà-Titels A far l’amore comincia tu, der unter dem Titel Tanze Samba mit mir, produziert von Jürgen Kramer, wochenlang in den deutschen und österreichischen Charts vertreten war. Auch trat er damit mehrmals bei der ZDF-Hitparade auf. Die Folgetitel waren nur mäßig erfolgreich. 1979 beteiligte er sich mit dem Titel Zuviel Tequila, zuviel schöne Mädchen an der deutschen Vorentscheidung zum Grand Prix Eurovision und belegte den neunten Platz. Im Jahre 1980 hatte Holiday einen zweiten Erfolg mit Nie mehr allein sein, der deutschen Version von Sun of Jamaica von der Goombay Dance Band. Er war weiterhin Gast in zahlreichen Musiksendungen des Fernsehens und brachte auch während der 1980er-Jahre noch einige Singles auf den Markt.
Seine Homosexualität lebte Holiday im Verborgenen aus. Er starb, nur zehn Tage vor seinem 39. Geburtstag, 1990 an den Folgen von AIDS.

## Diskografie
Alben
- 1977: Tanze Samba mit mir
- 1979: Samba olé, Rumba o.k.
- 1980: Nie mehr allein sein

Singles
- 1974: Gewonnen (als Peter Knigge)
- 1975: Du hast mich heut’ noch nicht geküsst
- 1976: Monte Carlo
- 1977: Rosy, Rosy
- 1977: Tanze Samba mit mir
- 1978: Disco Lady
- 1978: Es lebe Copacabana
- 1978: Den Appetit kannst du dir holen… doch gegessen wird zu Haus
- 1979: Zuviel Tequila, zuviel schöne Mädchen
- 1979: Samba olé, Rumba o.k.
- 1980: Nie mehr allein sein
- 1980: Auf dem Weg zum großen Glück
- 1981: Requiem für Sally
- 1981: Rio (de Janeiro)
- 1982: Darf ich der Erste sein (Una notte speciale)
- 1983: Die selben Sterne leuchten auch für Dich
- 1983: Das sagt sich so leicht
- 1983: Die Karawane von Marrakesch
- 1984: Urlaubsreif
- 1985: Liebe ist… (Duett mit Siw Inger)
- 1986: C’est la vie (als Gruppe Foreign Currency)
- 1987: Ma Ma Chérie
- 1988: Ta-Ta-Tanzmusik